# Hestalda
Hestalda är ett berg i republiken Island. Det ligger i regionen Suðurland, 120 km öster om huvudstaden Reykjavík. Toppen på Hestalda är 860 meter över havet.
Trakten runt Hestalda är nära nog obefolkad, med mindre än två invånare per kvadratkilometer. Det finns inga samhällen i närheten. Trakten runt Hestalda består i huvudsak av gräsmarker.